# Kościół Matki Boskiej Częstochowskiej w Gorzkowie
Kościół parafialny pw. Matki Boskiej Częstochowskiej w Gorzkowie – kościół parafialny pod wezwaniem Matki Boskiej Częstochowskiej znajdujący się w Gorzkowie.

## Historia
Kościół Matki Boskiej Częstochowskiej w Gorzkowie został konsekrowany w 1916 roku przez abp Adama Stefana Sapiechę.